# باربرا إنكليدر
باربرا إنكليدر، من مواليد 16 سبتمبر 1982 بمدينة إغنفلدن الألمانية، رياضية ألمانية في الرماية، شاركت في منافسات الرماية في الألعاب الأولمبية 2012 حيث احتلت المركز السادس في النهائي  ولكن تألقها جاء في أولمبياد 2016 حيث توجت بالميدالية الذهبية.

## روابط خارجية
- باربرا إنكليدر على موقع الاتحاد الدولي (الإنجليزية)
- باربرا إنكليدر على موقع اللجنة الأولمبية الدولية (الإنجليزية)
- باربرا إنكليدر على موقع أوليمبيديا (الإنجليزية)
- باربرا إنكليدر على موقع اللجنة الأولمبية الألمانية (الألمانية)